# 알렌 아구아요-스튜어트
알렌 아구아요-스튜어트(Arlen Aguayo-Stewart)는 캐나다의 배우, 영화배우이다.

## 영화
- 로즈 인 페브러리 (2018년) - 사라 역
- 데드 사일런트 (1999년)